# Exile on Main St.
《Exile on Main St.》是英國搖滾樂團滾石樂隊的第十張錄音室專輯，於1972年5月12日由樂團自立的滾石唱片發行。
《Exile on Main St.》發行後大獲成功，在英國專輯排行榜以及美國Billboard 200皆登上冠軍寶座，收錄單曲〈Tumbling Dice〉在多個國家登上排行榜前十名。《Exile on Main St.》被認為是滾石樂隊最傑出的專輯，以及史上最偉大的專輯之一，在Metacritic上獲得滿分100分、AllMusic與雜誌Q上獲得五星評價，2003年入選滾石雜誌五百大專輯第七位。